# تاكيشي أونو (كرة قدم)
تاكيشي أونو (باليابانية: 大野 毅) (مواليد 22 نوفمبر 1944)، هو لاعب كرة قدم ياباني سابق كان يلعب كمدافع.

## وصلات خارجية
- تاكيشي أُونو على موقع ناشيونال فوتبول تيمز (الإنجليزية)

- اليابان National Football Team Database